# Hämatit
Hämatit oder Blutstein, auch als Eisenglanz, Specularit, Roteisenstein und Roteisenerz bekannt, ist ein sehr häufig vorkommendes Mineral aus der Mineralklasse der Oxide (und Hydroxide) mit der Summenformel Fe2O3 und die häufigste natürlich auftretende Modifikation des Eisen(III)-oxids.
Hämatit kristallisiert im trigonalen Kristallsystem und entwickelt verschiedene pyramidale, würfelähnliche, rhomboedrische oder tafelige bis säulige Kristallformen, die eine Größe von mehreren Zentimetern erreichen können. Daneben kommt er aber auch in Form von derben, traubigen und rosettenförmigen bis radialstrahligen Mineral-Aggregaten vor. Frische Proben sind von stahlgrauer bis schwarzer Farbe und starkem metallischem Glanz. Mit der Zeit können die Mineraloberflächen allerdings buntfarbig anlaufen oder durch Verwitterung eine mattrote Farbe annehmen.
Hämatit ist zusammen mit Ton und Kreide Bestandteil des Pigments Rötel.

## Etymologie und Geschichte

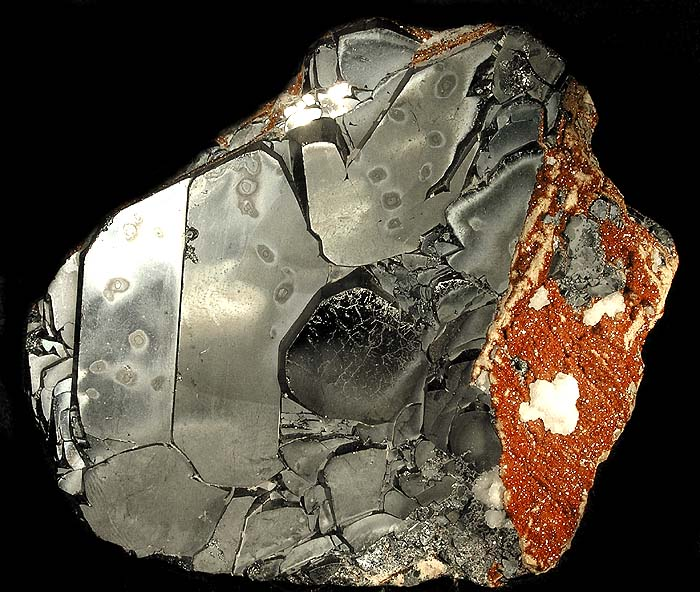
Blättriger Hämatit mit spiegelndem Glanz (rechts liegt roter Andradit auf)

Die Bezeichnung Hämatit leitet sich aus altgriechisch αἷμα haima „Blut, Blutvergießen, Blutsverwandter“ (Genitiv: αἵματος haimatos) ab. Ausgehend von diesem altgriechischen Wort und den Beschreibungen antiker Autoren, die nicht nur den heutigen Hämatit, sondern auch bereits zur Zeit der Antike verschiedene mit Blut in Verbindung gebrachte Steine beschreiben, hat sich die Bezeichnung über die lateinische Sprache bis hinein in die deutsche Sprache übertragen.
Das Synonym Blutstein (lateinisch Lapis haematitis, lapis ematitis usw. und Lapis haematites für „Blutstein“, Haematites sowie Ferrum haematites und Ematites oder emathites (nach Thomas von Cantimpré)) für Roteisen-Varietäten ist im deutschen Sprachraum seit dem 15. Jahrhundert belegt. Das im englischen Sprachraum gebräuchliche Synonym bloodstone (wörtlich übersetzt: „Blutstein“) steht allerdings für den Heliotrop (deutsches Synonym „Blutjaspis“) und ist damit ein irreführender falscher Freund.
Die inzwischen veraltete Bezeichnung Specularit (sinngemäß: „Spiegelstein“) weist darauf hin, dass Hämatit bereits in der Antike aufgrund seines starken Metallglanzes poliert und als Spiegel verwendet wurde.
Der Rötelabbau war eine der frühesten Bergbauaktivitäten der Menschheit; das pulverförmige Mineral wurde schon vor 164.000 ± 12.000 Jahren in Pinnacle-Point in Südafrika genutzt. Man findet Hämatit-Pulver auch in ca. 80.000 Jahre alten Grabstätten. Bei Rydno in Polen und bei Lovas in Ungarn sind altsteinzeitliche Rötelgruben bekannt (60.000 v. Chr.).
Die ältesten Untertageabbaue Europas befinden sich in Tzines und Vaftochili auf der griechischen Insel Thasos (etwa 15.000 bis 20.000 v. Chr.).
In Deutschland findet man zudem prähistorische Bergbauspuren bei Bad Sulzburg und im Münstertal (Schwarzwald) mit vergleichbarem Umfang aus der Zeit um 5000 v. Chr., die der Bandkeramischen Kultur am Oberrhein zuzuordnen sind.
Die Assyrer bezogen Hämatit (NA4KA.GI.NA, šadanu) unter anderem aus den Nairi-Ländern in der nordöstlichen Türkei. Unter Tiglat-pileser I. ist er als Tribut belegt.
Das ergiebige Vorkommen des Eisenglanzes der Insel Elba wurde schon von den Etruskern abgebaut.
Im Fichtelgebirge in Nordostbayern wurde urkundlich ab 1300 Bergbau auf Hämatit betrieben.
Hämatit war bereits lange vor der Gründung der International Mineralogical Association (IMA) bekannt und als eigenständige Mineralart anerkannt. Damit hätte Hämatit theoretisch den Status eines grandfathered Mineral. 1885 entdeckte allerdings Arcangelo Scacchi in kampanischem Tuff in Italien ein Mineral, dass dieser für eine nadelige Ausbildungsvariante von Eisenglanz hielt und daher als Raphisiderit bezeichnete. Ferruccio Zambonini hielt das Mineral aufgrund eigener Untersuchungen jedoch für Ilvait und auch in der von J. G. Haditsch und H. Maus 1974 herausgegebenen Publikation Alte Mineralnamen im deutschen Schrifttum wird Raphisiderit als Synonym für Ilvait angegeben. Nach Röntgenstrukturanalysen durch M. Federico (sulla natura della rafisiderite, 1967) stellte sich Raphisiderit aber tatsächlich als nadelige Varietät von Hämatit heraus. In der 1968 von Michael Fleischer veröffentlichten Ausgabe der New Mineral Names wurde Raphisiderit daher als identisch mit Hämatit diskreditiert. Bestätigt und anerkannt wurde diese Diskreditierung in der 1971 erfolgten Publikation der IMA/CNMNC: Commission on new minerals and mineral names, die gleichzeitig eine nachträgliche Ankerkennung für den Hämatit bedeutete. Seitdem wird Hämatit in der „Liste der Minerale und Mineralnamen“ der IMA unter der Summenanerkennung „IMA 1971 s.p.“ (special procedure) geführt.
Die ebenfalls von der IMA/CNMNC anerkannte Kurzbezeichnung (auch Mineral-Symbol) von Hämatit lautet „Hem“.

## Klassifikation
Bereits in der veralteten, aber teilweise noch gebräuchlichen 8. Auflage der Mineralsystematik nach Strunz gehörte der Hämatit zur Mineralklasse der „Oxide und Hydroxide“ und dort zur Abteilung „M2O3- und verwandte Verbindungen“, wo er zusammen mit Eskolait, Karelianit und Korund die „Korund-Reihe“ mit der Systemnummer IV/C.04a innerhalb der „Korund-Ilmenit-Gruppe“ (IV/C.04) bildete.
Im zuletzt 2018 überarbeiteten und aktualisierten Lapis-Mineralienverzeichnis nach Stefan Weiß, das sich im Aufbau noch nach dieser alten Form der Systematik von Hugo Strunz richtet, erhielt das Mineral die System- und Mineralnummer IV/C.04-020. In der „Lapis-Systematik“ entspricht dies ebenfalls der Abteilung „Oxide mit dem Stoffmengenverhältnis Metall : Sauerstoff = 2 : 3 (M2O3 und verwandte Verbindungen)“, wo Hämatit als Namensgeber die „Hämatitgruppe“ mit der Systemnummer IV/C.04 und den weiteren Mitgliedern Eskolait, Karelianit, Korund und Tistarit bildet.
Die von der International Mineralogical Association (IMA) zuletzt 2009 aktualisierte 9. Auflage der Strunz’schen Mineralsystematik ordnet den Hämatit in die erweiterte Abteilung der „Oxide mit dem Stoffmengenverhältnis Metall : Sauerstoff = 2 : 3, 3 : 5 und vergleichbare“ ein. Diese ist weiter unterteilt nach der relativen Größe der beteiligten Kationen, so dass das Mineral entsprechend seiner Zusammensetzung in der Unterabteilung „Mit mittelgroßen Kationen“ zu finden ist, wo es zusammen mit Brizziit, Ecandrewsit, Eskolait, Geikielith, Ilmenit, Karelianit, Korund, Melanostibit und Pyrophanit sowie den bisher nicht anerkannten Auroantimonat und Romanit die „Korundgruppe“ mit der Systemnummer 4.CB.05 bildet.
In der vorwiegend im englischen Sprachraum gebräuchlichen Systematik der Minerale nach Dana hat Hämatit die System- und Mineralnummer 04.03.01.02. Dies entspricht ebenfalls der Klasse der „Oxide und Hydroxide“ und dort der Abteilung der „Oxide“. Hier ist er zusammen mit Korund, Eskolait, Karelianit und Tistarit in der „Korund-Hämatit-Gruppe (Rhomboedrisch: R-3c)“ mit der System-Nr. 04.03.01 innerhalb der Unterabteilung „Einfache Oxide mit einer Kationenladung von 3+ (A2O3)“ zu finden.

## Kristallstruktur

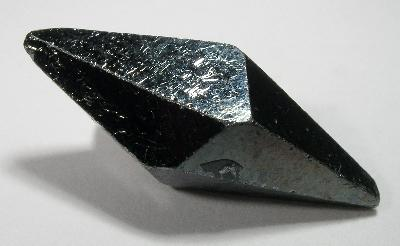
Perfekt gewachsener Hämatit-Skalenoeder von der Insel Hormus, Iran (Größe: 2 × 0,5 × 0,5 cm)

Hämatit kristallisiert in der sogenannten „Korundstruktur:“, d. h. isotyp mit Korund im trigonalen Kristallsystem in der Raumgruppe R3c (Raumgruppen-Nr. 167) mit den Gitterparametern a = 5,03 Å und c = 13,75 Å sowie 6 Formeleinheiten pro Elementarzelle.
Die Kristallstruktur kann als leicht verzerrte hexagonal-dichteste Packung von Sauerstoffatomen beschrieben werden, bei der nur jede sechste
Sauerstoffschicht übereinander liegt. Die Fe3+-Kationen sitzen in den Oktaederlücken, wobei allerdings nur 2/3 dieser Lücken besetzt sind, was eine Symmetrieerniedrigung ins trigonale System bedeutet.
| Kristallstruktur von Hämatit |
| --- |
| - mit Blickrichtung parallel zur a-Achse - mit Blickrichtung parallel zur b-Achse - mit Blickrichtung parallel zur c-Achse - räumliche Darstellung in der kristallographischen Standardausrichtung |
| Farblegende: 0 _ Fe 0 _ O |

## Eigenschaften

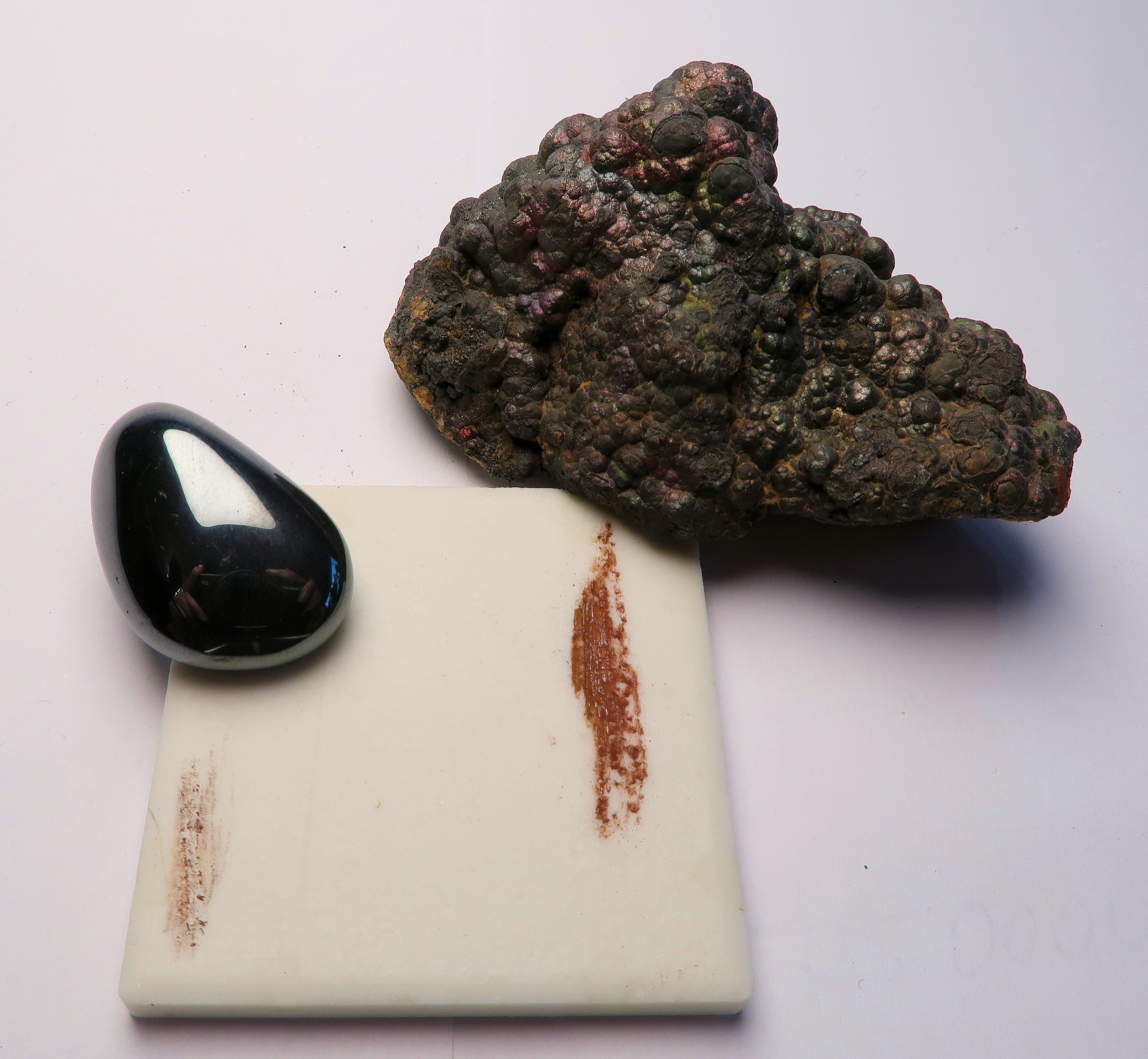
Charakteristische rotbraune Strichfarbe von Hämatit (links Trommelstein, rechts Roter Glaskopf)

Hämatit ist normalerweise undurchsichtig und nur in sehr dünnen Blättchen rötlich durchscheinend. Nach einiger Zeit läuft er buntfarbig an und wird durch Verwitterung rot. Die Strichfarbe ist meist ein charakteristisches Blutrot bis Rotbraun; von ihr und vom rot gefärbten Schleifwasser beim Bearbeiten leitet sich der Name des Minerals ab.
Seine Mohssche Härte liegt zwischen 5 und 6 und seine Dichte beträgt durchschnittlich 5,26 g/cm³. Durch geringe, je nach Fundort veränderliche Fremdbeimengungen von Magnesium und Titan und andere Elemente kann die Dichte allerdings zwischen 5,2 und 5,3 g/cm³ schwanken.
Hämatit ist antiferromagnetisch. Seine Néel-Temperatur liegt bei 675 °C.
Vor dem Lötrohr ist Hämatit unschmelzbar und ist auch in gepulvertem Zustand nur langsam in Säuren löslich.

## Modifikationen und Varietäten

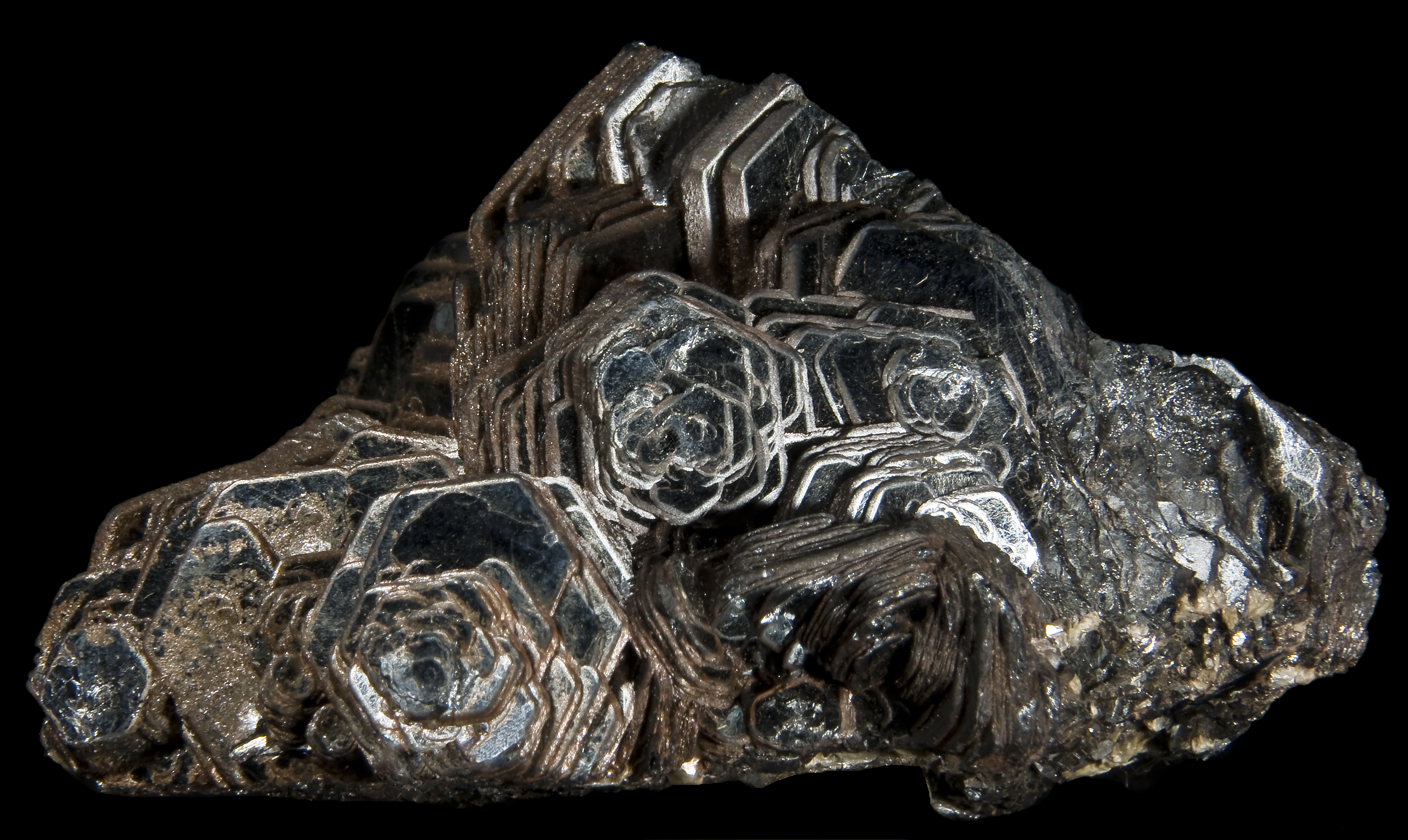
Hämatitrosen aus Miguel Burnier (São Julião) bei Ouro Preto, Minas Gerais, Brasilien

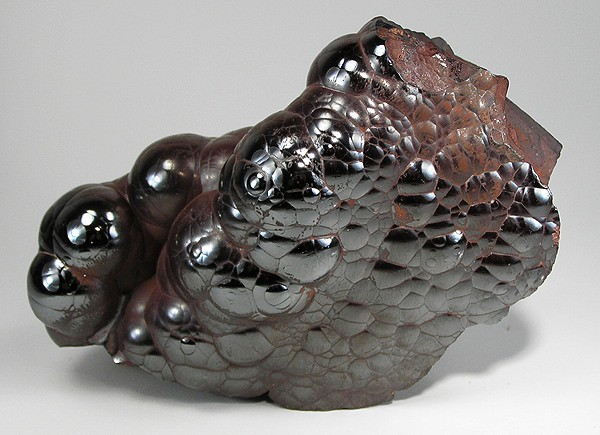
Roter Glaskopf (englisch auch kidney ore ‚Nierenerz‘)

Die Verbindung Fe2O3 ist dimorph und tritt in der Natur neben dem trigonalen Hämatit noch als kubisch kristallisierender Maghemit auf.
Mit Ilmenit bildet Hämatit bei Temperaturen über 950 °C eine lückenlose Mischreihe. Bei Abkühlung zerfallen allerdings die Mischkristalle, und es entsteht lamellarer Ilmenit.
Hämatit tritt in verschiedenen Ausbildungsvarianten auf, kristallisiert aber meist als Eisenglanz in stahlgrauen bis eisenschwarzen, metallglänzenden, oft irisierenden Kristallen oder in blätterigschuppigen Kristallen als Eisenglimmer oder Eisenrahm.
Bisher sind folgende Varietäten von Hämatit bekannt:
- Blutstein: völlig dichtes Roteisenerz im Erzgebirge, nicht zu verwechseln mit Heliotrop
- Eisenglimmer, Eisenrahm: feinschuppig
- Eisenocker, Rotocker oder Rötel: mit Ton vermischt und daher weich
- Eisenrose: rosettenförmiges Kristall-Aggregat
- Minette-Erz: oolithisch-sedimentär
- Roter Glaskopf: mit nieriger Oberfläche und faseriger Struktur

Als Martit wird eine Pseudomorphose von Hämatit nach Magnetit bezeichnet.
Hydrohämatit (auch Hydro-Hämatit) oder auch Turgit ist die Bezeichnung für einen hydratisierten Hämatit (Fe2O3·nH2O). Anderen Quellen zufolge besteht Turgit aus einem Gemenge von überwiegend Hämatit und Goethit und soll durch Verwitterung von Goethit entstehen. Benannt wurde Turgit nach seiner Typlokalität in der Grube Turjinskii (Turginsk-Mine) bei Krasnoturjinsk (Swerdlowsk, Russland).

## Bildung und Fundorte

Hämatitkristalle (hellgrau) umwachsen Pyritkristalle (weiß) in einem polierten Dünnschliff von der Kitticoola Gold-Kupfergrube, South Australia

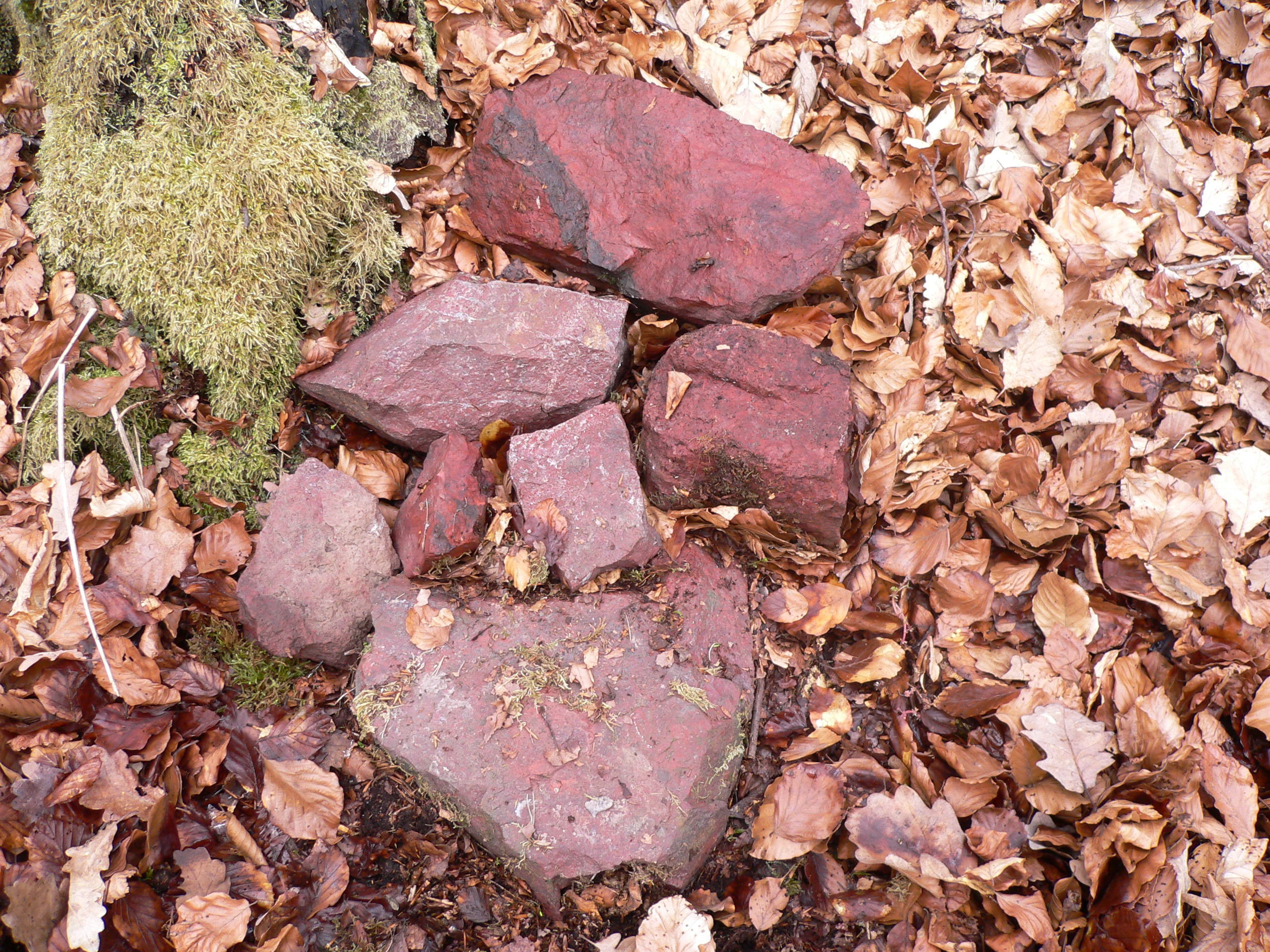
Roteisenstein, Fundort ehemalige Grube „Ruremark“ bei Wommelshausen, Gemeinde Bad Endbach

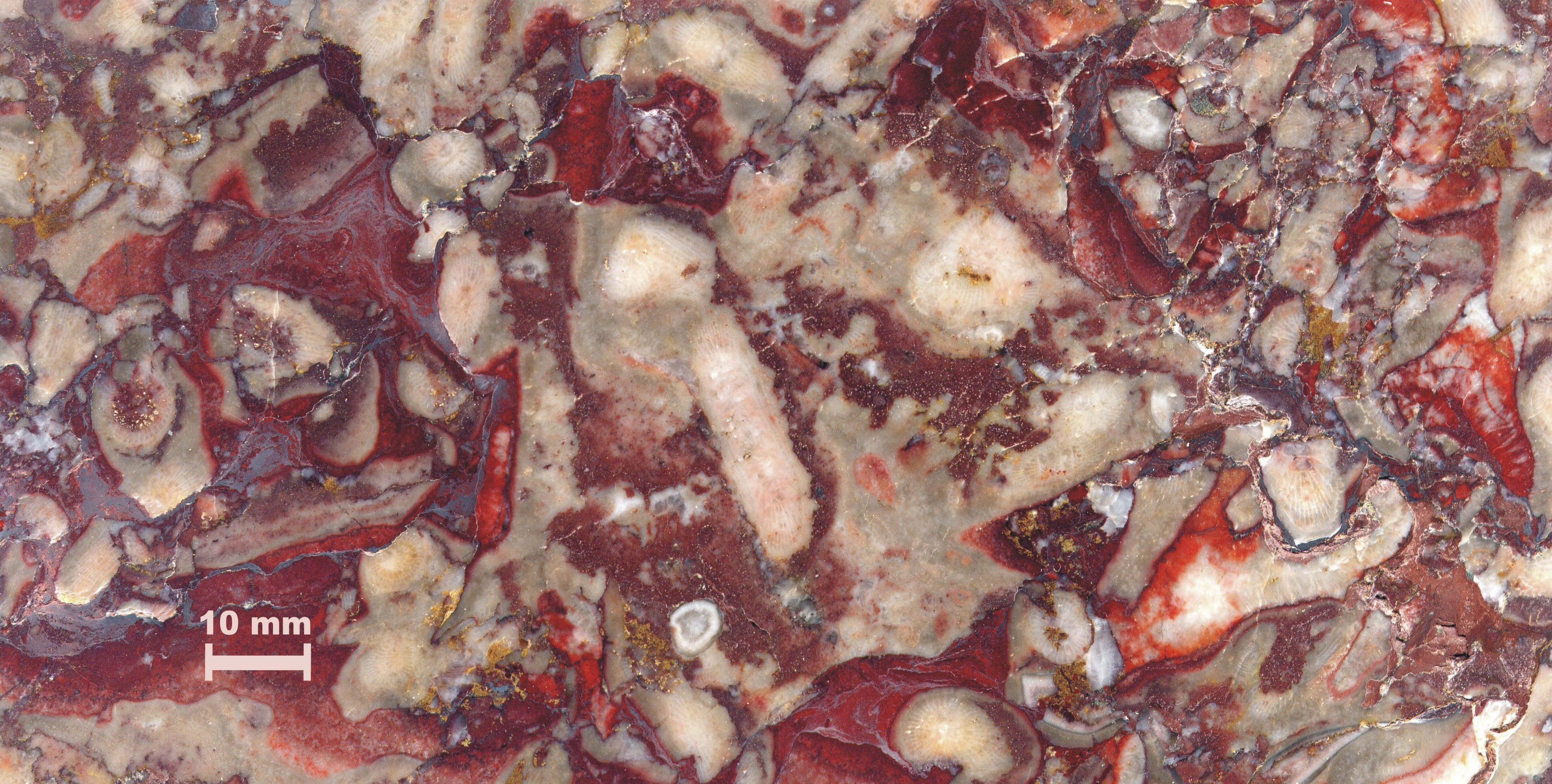
Zementation mit Hämatit (rot bis rotviolett) in einem Riffkalkstein

Hämatit kommt sowohl in sedimentären Lagerstätten als auch als Gangmineral vor. Er ist für die Rotfärbung vieler Gesteine verantwortlich – ein bedeutendes Beispiel sind die gebänderten Eisenerzformationen aus dem Erdzeitalter des Archaikums. Begleitminerale sind neben Magnetit, Pyrit und Rutil noch Ilmenit, Goethit, Siderit und in Sedimenten Lepidokrokit. Bekannte Riesenlagerstätten dieses Typs sind unter anderem das Krywyj-Rih-Eisenerzbecken (deutsch Krivoi Rog bzw. Kriwoi Rog) in der Ukraine (früher UdSSR), Minas Gerais in Brasilien sowie die Gegend um den Oberen See und der Mesabi Range in den USA. Rote Sedimente, die in trocken-warmem (ariden) Klima entstanden sind, enthalten ebenso Hämatit wie Bändereisenerz bzw. Itabirite. Gangförmige Hämatit-Lagerstätten entstanden durch Ausscheidung in Wasser gelöster freier EisenIII-Ionen auf offenen Spalten und Klüften in diesen Gesteinen.
Hierin finden sich verschiedene Ausbildungsformen des Hämatits: Rot-Eisenrahm, Rot-Eisenglimmer, Rot-Eisenglanz, Rot-Eisenocker, Roter Glaskopf, Blutstein, Rötel und viele mehr.
Besonders reine Hämatitvorkommen waren die schon im Mittelalter abgebauten Gänge von Suhl im Thüringer Wald. Die Gänge verlaufen im Latit und Rhyolith (Porphyrit und Porphyr) und weisen als Gangarten nur Quarz, Kalk-, Fluss- und Schwerspat auf, aber keine Phosphor- und Schwefelminerale. Die Erze konnten deswegen zur Gewinnung weichen Eisens für die Büchsenrohrschmiede verwendet werden.
Weitere bekannte Gang-Lagerstätten liegen unter anderem im Siegerland (NRW) und bei Wölsendorf (Bayern) in Deutschland, bei Mitterberg (Gemeinde St. Johann im Pongau) in Österreich und Kutimsk im Ural in Russland.
Seltener ist Hämatit in Karbonatgesteinen zu finden. Er bildet in einigen Fällen einen Zement, beispielsweise in wenigen Riffkalken der Lahn-Mulde, aber auch in Spalten im ehemaligen Diabassteinbruch Kuhwald in Rachelshausen in Mittelhessen im Landkreis Marburg-Biedenkopf.
Mit Hämatit treten häufig auch andere Eisenerze wie Magnetit, Limonit oder Eisenspat auf. Das Ganggestein besteht hauptsächlich aus Calcit, Dolomit, Quarz oder Ton und die Verunreinigungen sind meist Pyrit und Apatit.
Als weit verbreitete Mineralbildung ist Hämatit an sehr vielen Fundorten weltweit anzutreffen, wobei bisher (Stand 2015) fast 14.000 Fundorte als bekannt gelten.
Auch in Mineralproben vom Meeresboden des Mittelatlantischen Rückens, des Zentralindischen Rückens und des Pazifischen Ozeans (unter anderem Bismarcksee) sowie im Roten Meer fand man Hämatit.
Außerhalb der Erde gelang der Nachweis von Hämatit durch die Sonden Opportunity und Spirit auf dem Mars, genauer im Gale-Krater und im Gusev-Krater in der Region Aeolis quadrangle sowie in den Kratern Eagle, Endurance und Victoria in der Region Terra Meridiani. Die Hämatitfunde gelten als Nachweis für Wasservorkommen auf diesem Planeten.

## Verwendung

### Als Rohstoff

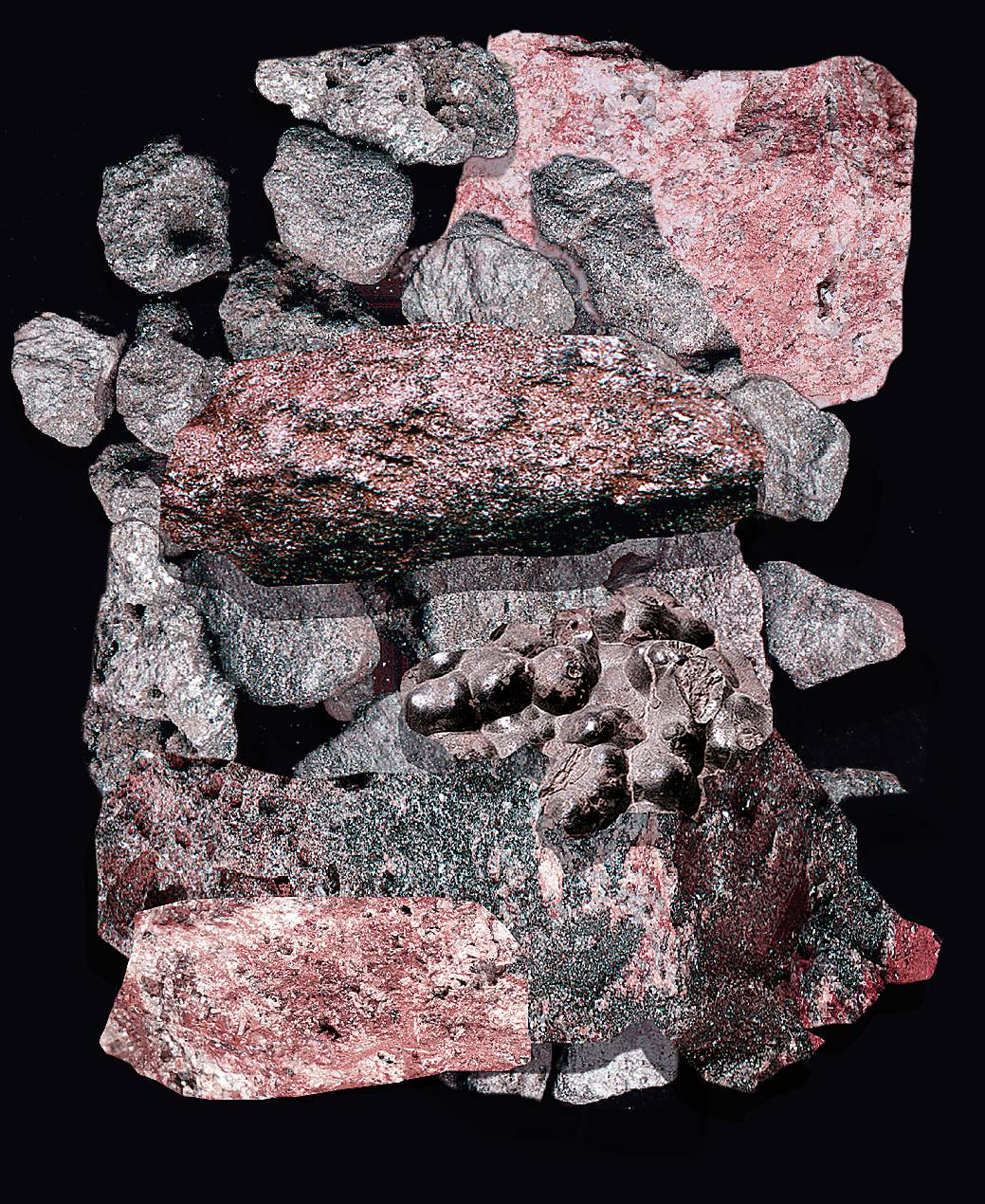
Roteisenerze (Roteisenglimmer, Roter Glaskopf, Blutstein) von Suhl/Thüringer Wald

Hämatit enthält im reinen Zustand 70 Prozent Eisen und ist neben Magnetit (72 Prozent Eisen) das wichtigste Eisenerz.
Steine aus der kristallinen Form des Hämatits wurden zudem wegen ihrer hohen Reflektivität lange Zeit als Spiegel genutzt.
Daneben findet Hämatit Anwendung als Poliermittel.

### Als Pigment
Hämatit ist ein wichtiges und zudem ungiftiges Pigment. Schon in der Altsteinzeit wurde es für Höhlenmalereien und zur Körperbemalung eingesetzt; heute verwenden es unter anderem die Himba in Namibia für die Körperpflege.
Zur Verwendung als Malmittel im künstlerischen Bereich wird Hämatit oft in Stangenform gepresst und so auch als Stiftmine verwendet (vgl. das italienische Wort matita, das Stift, speziell Bleistift bedeutet und auf Hämatit zurückgeht). Rötelstifte sind weich, färben gut und werden von Künstlern für Zeichnungen und zum Skizzieren genutzt.
Hämatit ist Bestandteil verschiedener Pigmente, die in Künstlerfarben verwendet werden: Ocker, Pompejanischrot, Englischrot, Venezianischrot, Terra di Pozzuoli, das violettstichige Caput mortuum sowie Roter Bolus, eine stark tonhaltige Sorte, die vor allem als Grundiermaterial bei Vergoldungen verwendet wird.
Hämatithaltige Pigmente eignen sich zur Bemalung von Keramiken und zum Färben der Knüpffäden für Teppiche.
In der Analogfotografie wird Rötel zur Retusche von großformatigen Negativen und Positiven verwendet, da es lichtundurchlässig auftrocknet und wieder abwaschbar ist.
Effekt- und Korrosionsschutzpigment
In Form von feinen, flachen, kristallinen Plättchen oder Schüppchen (Eisenglimmer) in einer Lack-Matrix wird Hämatit als Deckanstrich vor allem auf Oberflächen im Außenbereich eingesetzt, insbesondere um stählerne Bauwerke oder Fahrzeuge vor Korrosion zu schützen. Da die an der Oberfläche liegenden Plättchen das Licht reflektieren, wird Eisenglimmer auch als Effektpigment verwendet.
Die Plättchen schützen sowohl das Bindemittel vor Abwitterung wie auch das darunterliegende Material vor dem Kontakt mit korrosiven Substanzen. Eisenglimmerfarbe wird daher auch als „Schuppenpanzerfarbe“ bezeichnet.
Eisenglimmerfarben werden traditionell als Korrosionsschutzanstrich für Brückenbauwerke und Eisenbahnwagen genutzt und haben eine Lebensdauer von bis zu 25 Jahren und mehr.

### Als Schmuckstein

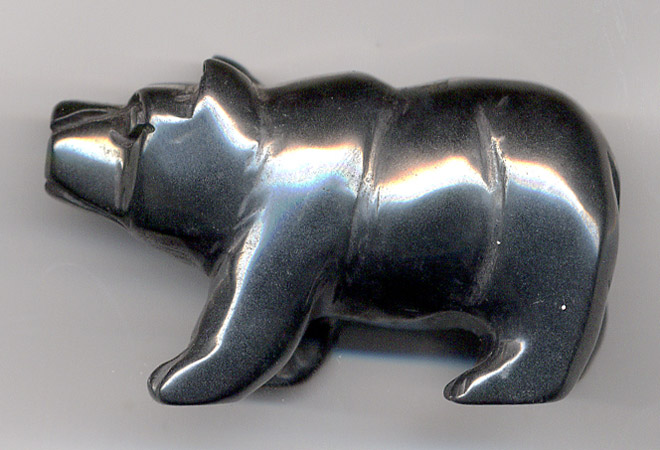
Aus Hämatit gefertigte Skulptur eines Bären

Hämatit ist ein beliebter Schmuckstein, der nach der Politur durch seinen starken metallischen Glanz auffällt. Er wird einerseits in facettierter Ausformung oder als Cabochon für Schmuck-Waren verwendet, andererseits aber auch zu kleinen Skulpturen verarbeitet.
Dabei ist jedoch zu beachten, dass Hämatit gegenüber Hitze, Salzen und Säuren (vor allem Borax und Borsäure) sehr empfindlich ist, der Stein also zum Beispiel beim Tragen auf der Haut schnell zersetzt werden kann. Zudem bricht er aufgrund seiner Sprödigkeit leicht.
Im Schmuckhandel sind mehrere Manipulationen und Imitationen des Hämatits erhältlich. Der unter der Handelsbezeichnung erhältliche Hämatin oder Hematine ist eine „Rekonstruktion“ aus pulverisiertem und gesintertem Eisenoxid. Rekonstruierter Hämatit muss laut CIBJO als solcher bezeichnet werden. Ein Gestein aus Brasilien, das aus Hämatit und Magnetit besteht, darf dagegen als Hämatit angeboten werden, solange der Hämatitanteil höher als 50 % liegt. Im Gegensatz zu reinem Hämatit ist dieses Gestein trotz seines gleichen Aussehens von körniger Struktur, hat einen braunschwarzen Strich und ist zudem magnetisch. Eine einfache Kompassprobe genügt also bereits als Nachweis.
Durch optische Ähnlichkeit kann Hämatit außer mit Magnetit noch mit Davidit (radioaktiv!), Kassiterit, Neptunit, Pyrolusit (bei massiger Ausbildung) und Wolframit verwechselt werden. Diese werden ebenfalls gelegentlich zu Schmucksteinen verarbeitet, wenn auch üblicherweise nur für Sammler.

## Legendäre Heilkräfte und Schutzzauber
Bereits im Alten Ägypten und Babylon wurde Hämatit als Schmuck und Amulett in Form kleiner Götterfiguren oder Gemmen bzw. Rollsiegeln mit eingeschnittenen Darstellungen von Szenen aus der Götterwelt verwendet.
Von Esoterikern wird Hämatit als Heilstein vor allem bei Blutkrankheiten eingesetzt, wo er verschiedene positive Wirkungen auf das Blut und die Blutbildung haben soll. Zudem gilt er als Heil- und Schutzstein für Bluter, der zum Beispiel gegen die Bildung von Blutergüssen wirken soll. Allerdings darf er nach Ansicht der Esoteriker nicht bei Entzündungen angewendet werden. Weiterhin gehört er im tantrischen Hinduismus zum Wurzelchakra. Auch sonst soll er Unglück und negative Einflüsse abwenden und Glück bringen. Wissenschaftliche Belege für die Wirksamkeit liegen jedoch nicht vor.
Hämatit oder auch Blutstein ist als Planetenstein nach Uyldert (1983) dem Pluto und nach Raphaell (1987) bzw. Richardson und Huett (1989) dem Mars zugeordnet. Als Schutzstein wird er je nach Quelle dem Tierkreiszeichen Widder oder dem Skorpion zugeschrieben.